# Мазуров, Виталий Николаевич
Виталий Николаевич Мазуров (род. 27 января 1991 года) — российский гандболист, игрок ставропольского клуба «Виктор».

## Биография
Родился 27 января 1991 года в Ставрополе, где в дальнейшем и начал заниматься гандболом.
Выступал за команды «Виктор» и «Донские казаки – ЮФУ».
В 2016 году получил звание «Мастер спорта России».

## Достижения
Командные
- Серебряный призёр чемпионата России: 2019/20
- Бронзовый призёр чемпионата России: 2020/21
- Лучший ассистент чемпионата России: 2021
- Обладатель кубка России: 2021/22

Личные
- Рекордсмен клуба «Виктор» по количеству голов: 1536 голов